# Mitterlingbach
Der Mitterlingbach, im Oberlauf auch Kendelbach, ist ein Bach in der Gemeinde Kals am Großglockner (Bezirk Lienz). Der Bach entspringt südöstlich der Vorderen Kendlspitze (Granatspitzgruppe) und mündet westlich von Spöttling-Taurer in den Kalserbach. Der Flurname Mitterlingbach leitet sich der mundartlichen Bezeichnung für ein „zwischen zwei Bächen liegendes Grundstück“ ab.

## Verlauf
Der Mitterlingbach entspringt unterhalb des sogenannten Kendl, einem Talschluss zwischen Vorderer und Hinterer Kendlspitze im Westen und dem Ganimitz im Osten. Er fließt zunächst nach Südosten und nimmt im Bereich der Pahlalm rechtsseitig einen Quellbach (Tschadinbach) auf, der unterhalb bzw. nördlich des Brunnerkogels entspringt. Er fließt in der Folge nach Osten und erreicht die Waldgrenze, wobei das rechte Ufer des Mitterlingbachs bis zum Unterlauf unbewaldet bleibt. Der Mitterlingbach stützt im Unterlauf einen Wasserfall hinab und mündet westlich von Spöttling-Taurer rechtsseitig in den Kalserbach. Nur wenig weiter südlich mündet linksseitig auch der Teischnitzbach in den Kalserbach.